# Zosima (Ostapienko)
Zosima, imię świeckie Władimir Michajłowicz Ostapienko (ur. 12 lipca 1950 w Nowoczerkaskim) – rosyjski biskup prawosławny. 

## Życiorys
Urodził się w rodzinie urzędniczej. Po ukończeniu szkoły średniej i odbyciu zasadniczej służby wojskowej wstąpił w 1970 do seminarium duchownego w Moskwie. 13 grudnia 1981 został wyświęcony na diakona, zaś 27 grudnia tego samego roku – na kapłana, z równoczesnym skierowaniem do parafii św. Michała Archanioła w Groznym. W 1984 przeniesiony do parafii Podwyższenia Krzyża Pańskiego we wsi Prijutnoje (Kałmucja). Od lutego 1985 był proboszczem parafii Podwyższenia Krzyża Pańskiego w Eliście. 21 sierpnia 1987 złożył wieczyste śluby zakonne z imieniem Zosima; natychmiast otrzymał godność ihumena i został dziekanem parafii prawosławnych w Kałmucji. 6 października 1995 mianowany archimandrytą, otrzymując równocześnie nominację na biskupa elisteńskiego i kałmuckiego. Uroczysta chirotonia biskupia miała miejsce 24 grudnia 1995. Od 24 lutego 2006 arcybiskup.
W marcu 2011 Święty Synod Rosyjskiego Kościoła Prawosławnego wyznaczył go na pierwszego zwierzchnika nowo powołanej eparchii władykaukaskiej i machaczkalskiej. Rok później jego tytuł uległ zmianie na biskup władykaukaski i alański w związku ze zmianą granic eparchii. W 2016 ze względu na stan zdrowia przeniesiony w stan spoczynku; na miejsce jego pobytu Synod wyznaczył Moskwę. Dekretem Świętego Synodu 21 października 2016 mianowany na urząd arcybiskupa solikamskiego i czusowskiego.
W 2025 r. został ponownie przeniesiony w stan spoczynku w związku z przekroczeniem 75. roku życia. Jako jego stałe miejsce pobytu wyznaczona została Moskwa.